# یویا توناگامی
یویا توناگامی (ژاپنی: 永冨 裕也؛ زادهٔ ۳۰ ژوئیهٔ ۱۹۸۲) یک بازیکن فوتبال اهل ژاپن است.
از باشگاه‌هایی که در آن بازی کرده‌است می‌توان به باشگاه فوتبال اهیمه و باشگاه فوتبال کاتالر تویاما اشاره کرد.